# هيمير جوديونسون (لاعب كرة قدم)
هيمير جوديونسون (بالآيسلندية: Heimir Guðjónsson) هو لاعب كرة قدم آيسلندي في مركز الوسط، ولد في 3 أبريل 1969 في آيسلندا. شارك مع منتخب آيسلندا لكرة القدم.